# Stara Zagora

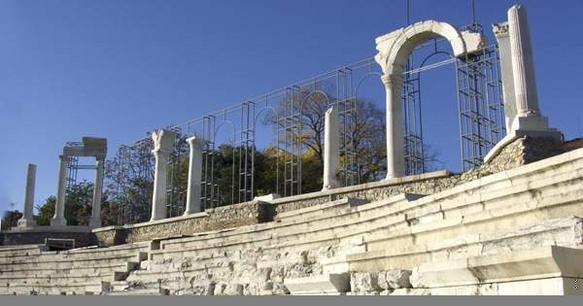
Nhà hát La Mã

Stara Zagora (tiếng Bulgaria: Стара Загора) là thành phố lớn thứ 6 ở Bulgaria, một trung tâm kinh tế quan trọng của quốc gia này.. Stara Zagora cũng được biết tới với tên gọi thành phố cây linden. Dân số khoảng 159.000 người.
Stara Zagora là trung tâm hành chính của đô thị và tỉnh Stara Zagora. Thành phố có cự ly khoảng 231 ki-lô-mét (144 mi) so với Sofia, gần sông Bedechka trong vùng lịch sử Thrace.
Thành phố nằm ở khu vực khí hậu lục địa chuyển tiếp với ảnh hưởng đáng kể của Địa Trung Hải. Nhiệt độ trung bình năm khoảng chừng +13 °C (55,4 °F).